# Джадд Апатоу
Джадд Манн Апатоу (англ. Judd Mann Apatow, МФА: [ˈæpətaʊ]; нар. 6 грудня 1967, Нью-Йорк, США) — американський кінорежисер, комік, продюсер; засновник компанії Apatow Productions.
Лауреат премії «Золотий глобус», «Греммі», двох нагород Гільдії продюсерів Америки, номінант на 11 нагород «Еммі» (дві перемоги), на п'ять нагород Гільдії сценаристів Америки (одна перемога).
Режисер та / або продюсер популярних комедійних фільмів: «Кабельник» (1996), «Телеведучий: Легенда про Рона Борганді» (2004), «Сорокалітній незайманий» (2005), «Рікі Боббі: Король дороги» (2006), «Суперперці» (2007), «Трошки вагітна» (2007), «Ананасовий експрес» (2008), «В прольоті» (2008), «Приколісти» (2009), «Зірковий ескорт» (2010), «Подружки нареченої» (2011), «Кохання по-дорослому» (2012), «Почати знову» (2013), «Телеведучий: Легенда продовжується» (2013), «Дівчина без комплексів» (2015), «Король Стейтен-Айленда» (2020).

## Життєпис
Джадд Апатоу один із трьох дітей в родині нью-йоркських євреїв: батько Морі Апатоу — інженер-будівельник, мати Тамара Шед — працівниця комедійного клубу, дочка засновника лейблу Mainstream Records. Захоплення комедіями, зокрема, Стівом Мартіном, у Джадда було з раннього дитинства. У старших класах він був ведучим гумористичної передачі на шкільному радіо.
Апатоу закінчив Університет Південної Кароліни за фахом «сценарист». Під час навчання почав виступати як стендап-комік, згодом став автором для інших артистів. Серед колег, знайомих і друзів Джадда з тих років — Бен Стіллер, Джон Ловітц, Оуен Вілсон та інші знамениті комедійні актори й режисери.
Першими успіхами Апатоу в кіноіндустрії стали роботи над фільмами «Сорокалітній незайманий» (режисура) та «Трошки вагітна» (сценарій).
На знімальному майданчику культового фільму «Кабельник» Апатоу познайомився зі своєю майбутньою дружиною, акторкою Леслі Манн. Нині родина проживає в Лос-Анджелесі разом із двома дочками-акторками, Мод (нар. 15.12.1997) і Айрис (нар. 12.10.2002).

## Фільмографія

### Продюсер
| Рік       |     | Українська назва                       | Оригінальна назва                             | Роль                                 |
| --------- | --- | -------------------------------------- | --------------------------------------------- | ------------------------------------ |
| 2022      | ф   | Брати                                  | Bros                                          | продюсер                             |
| 2020      | ф   | Король Стейтен-Айленда                 |                                               | продюсер                             |
| 2020      | док |                                        | Voices of Parkland                            | виконавчий продюсер                  |
| 2019      | тф  |                                        | Gary Gulman: The Great Depresh                | виконавчий продюсер                  |
| 2018      | док |                                        | Loudon Wainwright III: Surviving Twin         | виконавчий продюсер                  |
| 2018      | док |                                        | The Zen Diaries of Garry Shandling            | продюсер                             |
| 2016—2018 | с   | Кохання                                |                                               | виконавчий продюсер (34 епізоди)     |
| 2017—2018 | с   |                                        | Crashing                                      | виконавчий продюсер (16 епізодів)    |
| 2018      | ф   | Гола Джульетта                         |                                               | продюсер                             |
| 2017      | тф  |                                        | Judd Apatow: The Return                       | виконавчий продюсер                  |
| 2017      | тф  |                                        | Jerry Before Seinfeld                         | виконавчий продюсер                  |
| 2017      | док |                                        | Chris Gethard: Career Suicide                 | виконавчий продюсер                  |
| 2012—2017 | с   |                                        | Дівчата                                       | виконавчий продюсер (62 епізоди)     |
| 2017      | док |                                        | May It Last: A Portrait of the Avett Brothers | продюсер                             |
| 2017      | ф   | Кохання — хвороба                      |                                               | продюсер                             |
| 2016      | тф  |                                        | Pete Holmes: Faces and Sounds                 | продюсер                             |
| 2016      | с   | (документальний)                       | 30 for 30                                     | виконавчий продюсер (1 епізод)       |
| 2016      | кф  |                                        | I Had a Dream                                 | виконавчий продюсер                  |
| 2016      | ф   |                                        | Popstar: Never Stop Never Stopping            | продюсер                             |
| 2016      | тф  |                                        | Hannibal Buress: Hannibal Takes Edinburgh     | виконавчий продюсер                  |
| 2016      | ф   |                                        | Pee-wee's Big Holiday                         | продюсер                             |
| 2015      | ф   | Дівчина без комплексів                 |                                               | продюсер                             |
| 2014      | кф  |                                        | The Avett Brothers: Morning Song              | продюсер                             |
| 2013      | ф   | Телеведучий: Легенда продовжується     |                                               | продюсер                             |
| 2013      | ф   | Почати знову                           |                                               | продюсер                             |
| 2012      | ф   | Кохання по-дорослому                   |                                               | продюсер                             |
| 2012      | ф   | 5 років майже одружені                 |                                               | продюсер                             |
| 2012      | ф   | Оголена спокуса                        |                                               | продюсер                             |
| 2011      | ф   | Подружки нареченої                     |                                               | продюсер                             |
| 2010—2011 | с   |                                        | Funny or Die Presents...                      | виконавчий продюсер (22 епізоди)     |
| 2011      | кф  |                                        | Aziz Ansari: Looking for Work                 | продюсер                             |
| 2010      | кф  |                                        | I Am Harry Potter                             | продюсер                             |
| 2010      | ф   | Зірковий ескорт                        |                                               | продюсер                             |
| 2009      | кф  |                                        | Acting with James Franco                      | продюсер                             |
| 2009      | с   |                                        | Raaaaaaaandy!                                 | виконавчий продюсер (3 епізоди)      |
| 2009      | кф  |                                        | Funny People: HBO Behind the Comedy           | виконавчий продюсер                  |
| 2009      | ф   | Приколісти                             | Funny People                                  | продюсер                             |
| 2009      | ф   | Початок часів                          |                                               | продюсер                             |
| 2008      | ф   | Ананасовий експрес                     |                                               | продюсер                             |
| 2008      | ф   | Зведені брати                          |                                               | продюсер                             |
| 2008      | ф   |                                        | Drillbit Taylor                               | продюсер                             |
| 2008      | ф   | В прольоті                             |                                               | продюсер                             |
| 2007      | ф   | Важко крокуючи                         |                                               | продюсер                             |
| 2007      | кф  |                                        | The Hills with James Franco and Mila Kunis    | продюсер                             |
| 2007      | ф   | Суперперці                             |                                               | продюсер                             |
| 2007      | ф   | Трошки вагітна                         |                                               | продюсер                             |
| 2006      | ф   | Рікі Боббі: Король дороги              | Talladega Nights: The Ballad of Ricky Bobby   | продюсер                             |
| 2006      | ф   |                                        | The TV Set                                    | виконавчий продюсер                  |
| 2006      | кф  |                                        | American Storage                              | виконавчий продюсер                  |
| 2005      | ф   | Сорокалітній незайманий                |                                               | продюсер                             |
| 2005      | ф   |                                        | Kicking & Screaming                           | виконавчий продюсер                  |
| 2004      | в   |                                        | Wake Up, Ron Burgundy: The Lost Movie         | продюсер                             |
| 2004      | ф   | Телеведучий: Легенда про Рона Борганді |                                               | продюсер                             |
| 2004      | тф  |                                        | 2004 MTV Movie Awards                         | сегмент-продюсер                     |
| 2003      | тф  |                                        | Life on Parole                                | виконавчий продюсер                  |
| 2003      | кф  |                                        | Sick in the Head                              | виконавчий продюсер                  |
| 2001—2003 | с   |                                        | Undeclared                                    | виконавчий продюсер (17 епізодів)    |
| 2001      | кф  |                                        | North Hollywood                               | виконавчий продюсер                  |
| 1999—2000 | с   | Фріки та ґіки                          |                                               | виконавчий продюсер (18 епізодів)    |
| 1993—1998 | с   |                                        | The Larry Sanders Show                        | виконавчий продюсер (68 епізодів)    |
| 1998      | с   |                                        | The Larry Sanders Show                        | виконавчий співпродюсер (8 епізодів) |
| 1996      | ф   | Кабельник                              |                                               | продюсер                             |
| 1996      | ф   |                                        | Celtic Pride                                  | виконавчий продюсер                  |
| 1992—1995 | с   |                                        | The Ben Stiller Show                          | виконавчий продюсер (13 епізодів)    |
| 1995      | ф   |                                        | Heavyweights                                  | виконавчий продюсер                  |
| 1994      | с   |                                        | The Critic                                    | продюсер-консультант (13 епізодів)   |
| 1993      | док |                                        | Tom Arnold: The Naked Truth 3                 | співпродюсер                         |
| 1992      | док |                                        | Tom Arnold: The Naked Truth 2                 | співпродюсер                         |
| 1992      | тф  |                                        | The Road Warriors                             | співпродюсер                         |
| 1992      | ф   |                                        | Crossing the Bridge                           | асистент продюсера                   |
| 1992      | тф  |                                        | Roseanne Arnold                               | співпродюсер                         |
| 1991      | тф  |                                        | Jim Carrey: Unnatural Act                     | співпродюсер                         |

### Сценарист
| Рік       |     | Українська назва                   | Оригінальна назва                                    | Роль                         |
| --------- | --- | ---------------------------------- | ---------------------------------------------------- | ---------------------------- |
| 2020      | ф   | Король Стейтен-Айленда             |                                                      | сценарист                    |
| 2016—2018 | с   | Кохання                            |                                                      | сценарист (34 епізоди)       |
| 2017—2018 | с   |                                    | Crashing                                             | сценарист (7 епізодів)       |
| 2017      | тф  |                                    | Judd Apatow: The Return                              | сценарист                    |
| 2012—2017 | с   | Дівчата                            |                                                      | сценарист (10 епізодів)      |
| 2015      | с   | Сімпсони                           |                                                      | сценарист (1 епізод)         |
| 2012      | ф   | Кохання по-дорослому               |                                                      | сценарист (автор персонажів) |
| 2010—2011 | с   |                                    | Funny or Die Presents...                             | сценарист (22 епізоди)       |
| 2010      | кф  |                                    | I Am Harry Potter                                    | сценарист                    |
| 2010      | кф  |                                    | Judd Apatow's All-Star Video Part 2                  | сценарист                    |
| 2010      | тф  |                                    | Aziz Ansari: Intimate Moments for a Sensual Evening  | автор персонажів             |
| 2009      | ф   | Приколісти                         | Funny People                                         | сценарист                    |
| 2009      | с   |                                    | Raaaaaaaandy!                                        | автор персонажів             |
| 2009      | с   |                                    | Yo Teach...!                                         | сценарист (6 епізодів)       |
| 2008      | ф   | Ананасовий експрес                 |                                                      | автор історії                |
| 2008      | ф   | Не займайте Зохана                 |                                                      | сценарист                    |
| 2007      | ф   | Важко крокуючи                     |                                                      | сценарист                    |
| 2007      | кф  |                                    | The Hills with James Franco and Mila Kunis           | сценарист                    |
| 2007      | ф   | Трошки вагітна                     |                                                      | сценарист                    |
| 2005      | ф   | Аферисти Дік та Джейн розважаються |                                                      | сценарист                    |
| 2005      | ф   | Сорокалітній незайманий            |                                                      | сценарист                    |
| 2004      | тф  |                                    | The 56th Annual Primetime Emmy Awards                | сценарист                    |
| 2003      | тф  |                                    | Life on Parole                                       | сценарист                    |
| 2003      | кф  |                                    | Sick in the Head                                     | сценарист                    |
| 2001—2003 | с   |                                    | Undeclared                                           | сценарист (18 епізодів)      |
| 2001      | кф  |                                    | North Hollywood                                      | сценарист                    |
| 1999—2000 | с   | Фріки та ґіки                      |                                                      | сценарист (6 епізоди)        |
| 2000      | тф  |                                    | The 52nd Annual Primetime Emmy Awards                | сценарист                    |
| 1994—1998 | с   |                                    | The Larry Sanders Show                               | телесценарист (7 епізодів)   |
| 1993      | с   |                                    | The Larry Sanders Show                               | сценарист (2 епізоди)        |
| 1996      | док |                                    | The American Film Institute Salute to Clint Eastwood | співсценарист                |
| 1996      | ф   |                                    | Celtic Pride                                         | сценарист                    |
| 1995      | тф  |                                    | The TV Wheel                                         | сценарист                    |
| 1992—1995 | с   |                                    | The Ben Stiller Show                                 | співсценарист, 13 епізодів   |
| 1994—1995 | с   |                                    | The Critic                                           | сценарист (2 епізоди)        |
| 1995      | ф   |                                    | Heavyweights                                         | сценарист                    |
| 1994      | тф  |                                    | The 36th Annual Grammy Awards                        | співсценарист                |
| 1993      | док |                                    | Tom Arnold: The Naked Truth 3                        | сценарист                    |
| 1993      | тф  |                                    | Comic Relief: Baseball Relief '93                    | сценарист                    |
| 1993      | тф  |                                    | The 35th Annual Grammy Awards                        | співсценарист                |
| 1992      | док |                                    | Tom Arnold: The Naked Truth 2                        | сценарист                    |
| 1992      | тф  |                                    | The Road Warriors                                    | сценарист                    |
| 1992      | тф  |                                    | Class Clowns                                         | сценарист                    |
| 1991      | док |                                    | Tom Arnold: The Naked Truth                          | сценарист                    |
| 1991      | тф  |                                    | The 33rd Annual Grammy Awards                        | співсценарист                |
| 1990      | тф  |                                    | The 32nd Annual Grammy Awards                        | співсценарист                |

### Режисер
| Рік       |     | Українська назва        | Оригінальна назва                                                   | Роль                     |
| --------- | --- | ----------------------- | ------------------------------------------------------------------- | ------------------------ |
| 2020      | ф   | Король Стейтен-Айленда  |                                                                     | режисер                  |
| 2018      | док |                         | The Zen Diaries of Garry Shandling                                  | режисер                  |
| 2018      | с   | Кохання                 |                                                                     | режисер (1 епізод)       |
| 2017      | с   |                         | Crashing                                                            | режисер (2 епізоди)      |
| 2017      | док |                         | May It Last: A Portrait of the Avett Brothers                       | режисер                  |
| 2016      | с   | (документальний)        | 30 for 30                                                           | режисер (1 епізод)       |
| 2015      | ф   | Дівчина без комплексів  |                                                                     | режисер                  |
| 2013      | с   | (документальний)        | Vanity Fair: Decades                                                | режисер (1 епізод)       |
| 2012      | ф   | Кохання по-дорослому    |                                                                     | режисер                  |
| 2011      | кф  |                         | Judd Apatow Presents...                                             | режисер                  |
| 2010      | кф  |                         | I Am Harry Potter                                                   | режисер                  |
| 2010      | кф  |                         | Judd Apatow's All-Star Video Part 2                                 | режисер                  |
| 2009      | ф   | Приколісти              | Funny People                                                        | режисер                  |
| 2008      | тф  |                         | Night of Too Many Stars: An Overbooked Concert for Autism Education | режисер розділу          |
| 2007      | кф  |                         | The Hills with James Franco and Mila Kunis                          | режисер                  |
| 2007      | ф   | Трошки вагітна          |                                                                     | режисер                  |
| 2005      | ф   | Сорокалітній незайманий |                                                                     | режисер                  |
| 2001—2002 | с   |                         | Undeclared                                                          | режисер (2 епізоди)      |
| 2001      | кф  |                         | North Hollywood                                                     | режисер                  |
| 1999—2000 | с   | Фріки та ґіки           |                                                                     | режисер (3 епізоди)      |
| 1998      | с   |                         | The Larry Sanders Show                                              | режисер (1 епізод)       |
| 2016—2017 | с   |                         | Lady Dynamite                                                       | Джадд Апатоу (2 епізоди) |

### Актор
| Рік  |    | Українська назва                       | Оригінальна назва                     | Роль                                         |
| ---- | -- | -------------------------------------- | ------------------------------------- | -------------------------------------------- |
| 2017 | ф  | Горе-творець                           |                                       | голлівудський продюсер                       |
| 2017 | ф  | Сенді Векслер                          |                                       |                                              |
| 2014 | с  | Сімпсони                               |                                       | Джадд Апатоу (голос, 1 епізод)               |
| 2011 | ф  | Зоонаглядач                            |                                       | Слон Беррі (голос)                           |
| 2010 | кф |                                        | I Am Harry Potter                     | інтерв'юер (голос)                           |
| 2006 | с  |                                        | Help Me Help You                      | Джадд (2 епізоди)                            |
| 2004 | в  |                                        | Wake Up, Ron Burgundy: The Lost Movie | новий працівник станції                      |
| 2004 | ф  | Телеведучий: Легенда про Рона Борганді |                                       | новий працівник станції                      |
| 1995 | с  |                                        | NewsRadio                             | Goofy Ball (голос, 1 епізод)                 |
| 1995 | ф  |                                        | Heavyweights                          | Homer                                        |
| 1994 | с  |                                        | The Critic                            | Джей Лено (голос, 1 епізод)                  |
| 1992 | с  |                                        | The Ben Stiller Show                  | Джей Лено (1 епізод) / Лис Фоксі (2 епізоди) |